# Arašio (1937)
Arašio (japonsky 荒潮) byl torpédoborec japonského císařského námořnictva třídy Asašio. Byl dokončen v prosinci 1937 jako čtvrtý z deseti torpédoborců třídy Asašio. Zúčastnil se druhé světové války v Tichomoří, během které se věnoval převážně eskortním povinnostem.
Počátkem války se věnoval krytí japonského postupu do Britského Malajska, na Filipíny a do Holandské východní Indie. Během toho se v únoru 1942 okrajově zúčastnil bitvy v Bandungském průlivu. Během bitvy u Midway byl součástí Kuritova krycího svazu a během amerických náletů na ochromené těžké křižníky Mogami a Mikuma byl 6. června 1942 zasažen jednou pumou. Po opravách v Japonsku odplul v listopadu 1942 do jihozápadního Pacifiku, aby se zúčastnil transportů na Novou Guineu a bojů v „krysích dírách“ Šalomounových ostrovů. Zúčastnil se evakuace Guadalcanalu a osudným se mu stala bitva v Bismarckově moři, během které byl nejprve 3. března 1943 těžce poškozen a následně 4. března potopen spojeneckými letouny.

## Popis
Arašio byl čtvrtou jednotkou třídy Asašio a byl objednán na základě „doplňovacího programu pomocných plavidel z roku 1934“. Jeho výzbroj tvořilo šest 127mm kanónů typu 3. roku ve třech dvouhlavňových věžích (jedné na přídi a dvou na zádi) a dva čtyřhlavňové 610mm torpédomety typu 92 modelu 2. Zásoba torpéd typu 93 byla (alespoň v počáteční fázi války) šestnáct kusů.
Instalace radaru, ani výměny dělové věže č. 2 za další protiletadlové kanóny se Arašio nedočkal.

## Služba
Dne 3. března 1943 Arašio doprovázel konvoj vezoucí posily z Rabaulu do Lae. Během bitvy v Bismarckově moři byl konvoj napaden spojeneckými bombardéry. Arašio byl během první vlny útoků zasažen třemi pumami, stal se neřiditelným a narazil do dopravní lodě Nodžima. Torpédoborec Jukikaze později zachránil 176 přeživších a opuštěný vrak byl 4. března potopen spojeneckými letadly asi 55 námořních mil (100 km) jihovýchodně od Finschhafenu (Nová Guinea) na pozici 7°15′ j. š., 148°15′ v. d.
Dne 1. dubna 1943 byl Arašio vyškrtnut ze seznamu lodí japonského císařského námořnictva.